# تیتی کلاه‌دار
تیتی کلاه دارد (نام علمی: Callicebus cupreus) نام یک گونه از سرده تیتی است.